# Antonio Bioni
Antonio Bioni (* 1698 in Venedig; † 1739 in Wien oder Italien) war ein italienischer Sänger und Komponist, vor allem Schöpfer dramatischer Opern des Spätbarock.

## Leben und Wirken
Antonio Bioni, Sohn eines Schneiders, war ein Schüler von Giovanni Porta. Sein erstes Bühnenwerk, Climene wurde 1721 in Chioggia aufgeführt. Ein Jahr später wurde mit großem Erfolg seine Oper Cajo Mario in Ferrara aufgeführt. Im gleichen Jahr schrieb er für den Grafen Franz Anton von Sporck in Kuks (Böhmen) eine Oper für dessen Privattheater.
Ab 1726 war er Musiklehrer und Cembalobegleiter einer italienischen Opernkompagnie in Breslau, der er sich in Kuks angeschlossen hatte. 1730 wurde er Direktor und Impresario der Truppe, die 1734 aufgelöst wurde. In dieser Zeit waren nacheinander Daniel Gottlieb Treu, der auch einige Opern zum Programm beisteuerte und Georg Gebel als Cembalisten des Ensembles tätig. Für dieses Breslauer Ensemble schrieb Bioni 25 Opern, von denen einige sehr erfolgreich waren. Der Bischof von Breslau, Franz Ludwig von Pfalz-Neuburg, ab 1729 auch Kurfürst von Mainz, ernannte Bioni 1731 zu seinem Hofkomponisten. In den Jahren 1738 und 1739 wurden einige seiner Kompositionen, darunter die Oper Girita in Wien aufgeführt, danach verlieren sich seine Spuren.
Neben seinen Bühnenwerken sind von Bioni nur wenige unbedeutende Werke bekannt, darunter eine vierstimmige Messe, 3 Arien mit Orchesterbegleitung und eine Streicherouverture.

## Bühnenwerke
- Climene; UA: Chioggia, Karneval 1721
- Cajo Mario; UA: Ferrara 1722
- Mitridate; UA: Ferrara 1722
- Udine; UA: Venedig 1722
- Orlando furioso, dramma per musica; Libretto: Grazio Braccioli; UA: Prag, Herbst 1724
- Armida abbandonata, dramma per musica; Libretto: Francesco Silvani; UA: Prag, November 1725
- Armida al campo, dramma per musica; Libretto: Francesco Silvani; UA: Breslau, 24. Juni 1726
- Endimione, opera pastorale; Libretto: Pietro Metastasio oder Francesco Mazzari; UA: Breslau, 7. Januar 1727
- Lucio Vero, dramma per musica; Libretto: Apostolo Zeno; UA: Breslau, Mai 1727
- Attalo ed Arsinoe, dramma per musica; Libretto: Grazio Braccioli; UA: Breslau, November 1727
- Ariodante; UA: Breslau 1727
- Artabano re de Parti, dramma per musica; Libretto: Antonio Marchi; UA: Breslau, 12. Januar 1728
- Filindo; Libretto: Pietro d’Averara; UA: Breslau, 20. April 1728
- Griselda; UA: Breslau 1728
- Nissa ed Elpino; UA: Breslau 1728
- Merope; UA: Breslau 1728
- Arsinoe; UA: Breslau 1728
- La fede tradita e vendicata, dramma per musica; Libretto: Francesco Silvani; UA: Breslau, Karneval 1729
- L’innocenza riconosciuta in Engelberta, dramma per musica; Libretto: Apostolo Zeno; UA: Breslau, Sommer 1729
- Il ritorno del figlio con l’abito più approvato (Pasticcio mit Francesco Mancini und Matteo Lucchini); UA: Prag, Karneval 1730
- Andromaca, dramma per musica; Libretto: Apostolo Zeno; UA: Breslau, 16. Januar 1730
- Ercole su’l Termodonte, dramma per musica; Libretto: Santo Burigotti; UA: Breslau, 17. April 1730
- Adone, pastorale per musica; Libretto: Antonio Denzi; UA: Prag, Karneval 1731
- Lucio Papirio; Libretto: Antonio Salvi; UA: Breslau, Karneval 1732
- Siroe, re di Persia, dramma per musica; Libretto: Pietro Metastasio; UA: Breslau, 4. Februar 1732
- Silvia, dramma per musica; Libretto: Enrico Bissari; UA: Breslau, 24. Februar 1732
- La verità conosciuta, dramma per musica; UA: Breslau, 28. April 1732
- Demetrio, dramma per musica; Libretto: Pietro Metastasio; UA: Breslau, Juni 1732
- Issipile, dramma per musica; Libretto: Pietro Metastasio; UA: Breslau, Karneval 1732
- Alessandro Severo, dramma per musica; Libretto: Apostolo Zeno; UA: Breslau, Juli 1733
- L’odio placato, dramma per musica; Libretto: Francesco Silvani; UA: Breslau, Herbst 1733
- Artaserse, dramma per musica; Libretto: Pietro Metastasio; UA: Breslau 1733
- Alessandro nell’Indie, dramma per musica; Libretto: Pietro Metastasio; UA: Breslau, Karneval 1734
- Girita, dramma per musica; UA: Wien 1738
- La pace fra la virtù e la bellezza, Serenata; Libretto: Pietro Metastasio; UA: Wien 1739